# Governador
Governador (port. Ilha do Governador) – należąca do Brazylii, leżąca na przedmieściach Rio de Janeiro, największa wyspa atlantyckiej Zatoki Guanabara.

## Geografia
Długość wyspy wynosi 11,8 km; natomiast szerokość nie przekracza 6,5 km. Najwyżej położony punkt wznosi się 86 m n.p.m. (w środkowej części wyspy). Na jej niewielkiej powierzchni (36,12 km²) przeważa zróżnicowany krajobraz nizinny, w którym pierwotnie dominowała Brezylka ciernista. Środkowa i wschodnia część wyspy znacznie zurbanizowana (211 tys. mieszkańców w 75 786 gospodarstwach domowych), z fawelami na obrzeżach. Zachodnią i północno-zachodnią część (łącznie niemal 1/3 powierzchni wyspy) zdominowały główny port lotniczy Rio de Janeiro Galeão (w roku 2011 odprawiono ponad 14,9 mln pasażerów) i baza lotnicza brazylijskich sił powietrznych (port. Base Aérea do Galeão), w której stacjonują 4 eskadry lotnictwa transportowego.

## Historia
Wyspa została odkryta przez portugalskich żeglarzy na początku XVI wieku (rok 1502).